# Bessica
Bessica (Bèsega in veneto) è una frazione del comune di Loria (da cui dista 2,76 km), in provincia di Treviso. L'omonima parrocchia dipende dalla diocesi di Treviso (vicariato di Castello di Godego).

## Storia
Il nome Bessica (molte fonti antiche parlano di Bèsega), la sua etimologia, ha varie ipotesi di derivazione. Quel che è certo è che si tratta di un "unicum" raro, rispetto ai nomi abbastanza semplici dei paesi del circondario (vedi Cassola o Casoni). L'Agnoletti, insigne storico trevigiano fa derivare Bessica dal latino bessis (che era un'unità di misura di superficie agraria di epoca romana e che divenne col tempo il canone di locazione per un terreno) e dunque, con l'uso, una moneta di scambio. Quello che è certo è che l'origine romana di Bessica è ben documentata sia da ritrovamenti archeologici (una villa romana sotto l'attuale parrocchiale, vari sepolcri romani e monete traianee) nonché dai resti dell'antica centuriazione romana a Bessica ancora molto ben visibili nella sua parte est del paese. La centuriazione di questo territorio avvenne dopo la costruzione della Via Aurelia, (75a.c. da parte del console Gaio Aurelio Cotta). Questa via era il cardine massimo della centuriazione che arrivava fino a Padova. Per incentivare la produzione agricola e l'insediamento del territorio, queste "nuove terre" venivano di solito date a chi aveva concluso il servizio nell'esercito romano (già lo fece Augusto con i suoi soldati con le terre centuriate di Padova). Ci sono altre derivazioni più povere del nome che la fanno semplicisticamente derivare dalla pianta "bessolara", ma non sono credibili.
Altra prova dell'antichità romana di Bessica è proprio la presenza della Pieve. Si deve qui ricordare che la Pieve cristiana nasce come organizzazione territoriale della campagna dopo la cristianizzazione dell'epoca romana. Al lento e drammatico crollo statale e demografico dell'epoca romana, probabilmente Bessica resistette come piccola comunità agricola e cristiana. La Pieve di San Giovanni Battista ne è testimonianza evidente e la chiesa divenne pian piano anche organizzazione statale e civile (si amministrava anche un minimo di giustizia). Era l'epoca delle Pievi Cristiane.

### Medioevo
Nel Medioevo le fonti su Bessica sono poche ma comunque significative.
La citazione più antica di Bessica è documentata per la prima volta in una bolla papale del 3 maggio 1152 dove il Papa Eugenio III indicava al vescovo Bonifacio di Treviso quali fossero i territori di sua competenza giurisdizionale e citava "la pieve di Bessica con le sue pertinenze". Le "pertinenze" indivavano il territorio della pieve, ovvero gli attuali paesi e le cappelle succursali (dipendenti) di San Bartolomeo di Loria, di Santa Giustina di Spineda, di San Giorgio di Manzolino (perduta), di Santa Colomba di Cassola (perduta). Era dunque una Pieve estesa ed importante e il Pievano stipendiava dei cappellani nella filiali.
La Pieve di Bessica la troviamo nel 1223 come possedimento di Ezzelino II il monaco il quale la cedette (con altri beni) a suo figlio Alberico. Dopo l'eccidio di Ezzelino e la sua famiglia nel 1260, la pieve e tutti i beni di Ezzelino passarono al libero Comune di Treviso. Tra di essi si cita la famiglia "da Bessega" come importante e una delle prime fondatrici della "nuova" Castelfranco. Nel 1300 troviamo come "uomini d'arme" Domenico Cechetti e Martino Oderigo da Bessega. Il 18 aprile 1339 Francesco Dandolo Doge assegna Bessica alla Podesteria di Castelfranco veneto.
E proprio Castelfranco segna la fine dell'epoca delle Pievi in questo territorio. Infatti la decisione del Comune di Treviso nel 1195 di costruire ex novo il castello di Castelfranco (per presidiare il territorio contro Padova e Vicenza) e di dare esenzione fiscale a chi la si insediava (castel-franco) sconvolse l'antico ordinamento territoriale delle Pievi. Se prima di Castelfranco le Pievi erano centro importante di territorio, con amministrazione della giustizia, mercato locale, centro viario, dopo invece, la nuova città diventa centro di attrazione. Tutte le vie portano a Castelfranco, tutti i mercati locali si portano a Castelfranco. Nel 1339 sotto Venezia nasce la Podesteria di Castelfranco come nuova espressione territoriale della Serenissima e del suo dominio. E Bessica? Pieve tra le pievi (con Riese, Castello di Godego, S. Maria Nuova di Castelfranco....) si trova da un centro importante a un margine. Terra di confine tra la podesteria di Castelfranco e di Bassano. Inizia un declino storico che mai si arrestò. La popolazione di Bessica tentò di arginare la Storia, aggrappandosi con tenacia all'unica espressione di identità rimasta, la Pieve. In questo contesto si inseriscono i 500 anni di liti con il contiguo paese di Loria. La fine della Repubblica Serenissima non cambiò questo destino.
Infatti con la nascita del Comune di Loria nel 1807 Bessica fu accorpata al comune di Loria, insieme a Spineda e Ramon e Castione e il municipio si decise di edificarlo a Loria perché più vicina a Castelfranco e più centrale. E per finire, in seguito alle famose liti, nell'agosto del 1813, il vescovo Marin divise la Pieve in tre parrocchie distinte: Bessica, Loria e Spineda con tre territori distinti e tre arcipreti autonomi. Era la fine di un'epoca.

## Luoghi di interesse

### Villa Baroni
- La villa Baroni, è una grande casa in stile veneto anticamente dei Colonna. È presente nel catalogo delle ville venete del Mazzotti del 1957.

La proprietà è oggi del Comune di Loria,(che l'ha ceduta all'Ater, in cambio della ristrutturazione completa) dopo che è stata decisa la soppressione dell'ente "opera pia Baroni", creato dopo la morte dell'ultima contessa Silvia Baroni Semitecolo in Pasolini Zanelli di Faenza. La villa, acquistata dal nonno, fu ristrutturata dal padre Alessandro, che fu anche sindaco del comune di Loria, nel 1817. La contessa Silvia, grande amica del Carducci che ospitó anche qui a Bessica,dopo la tragica morte dei due figli, nel testamento poi decise di donare ai i poveri di Bessica l'intera villa ammobiliata e una gran campagna per il suo mantenimento. Dopo varie vicende don Matteo Brustolon arciprete di Bessica riuscì a istituire la prima scuola materna parrocchiale gestita dalle suore di Maria Bambina. Più tardi divenne anche scuola media. Le pareti delle stanze ospitavano quadri di pregio e i soffitti erano decorati con pitture e festoni. Le decorazioni originali sono in larga misura perdute assieme al mobilio, gli arredi e alle quattro statue delle stagioni che ornavano la villa e il giardino (oggi un parco pubblico con alberi centenari). Sui campi della villa oggi sorge il centro sportivo Comunale con campi di calcio, bocciofila, pista per le biciclette e sedi varie di gruppi sportivi.
Dal luglio del 2011 a maggio del 2016 l'Ater con anche finanziamento del Comune ristruttura la villa con la creazione di sette appartamenti e di due grandi ambienti destinati a concerti e mostre.

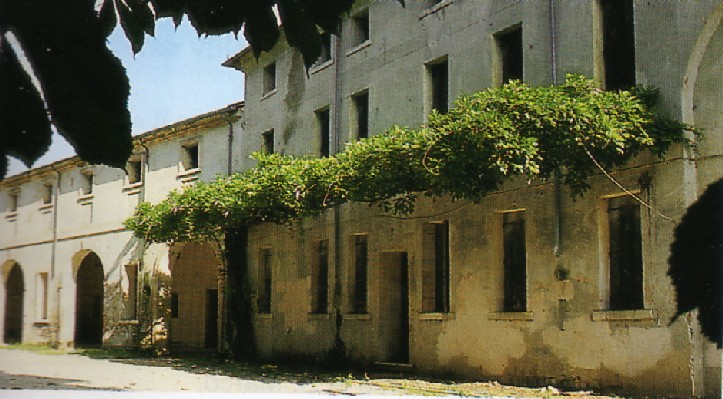
Facciata sud di villa Baroni prima del restauro

### Villa Loredan
La Villa Loredan oggi Giollo è la più antica villa veneta presente nel paese. La sua costruzione è dei primi del Cinquecento. Il suo complesso si estendeva per un appezzamento di terreno che corrisponde oggi a un quarto del territorio di Bessica tra le vie Baroni (fino a Loria) Cantoni di sopra, Le Tofane e tutto recintato da un alto muro intonacato. Esiste una stupenda mappa del 1575. Il suo complesso dominicale comprendeva le stalle e la barchessa oggi esistenti in loco ma trasformate in unità abitate (le case dei Zen e Contarin), il pozzo non più esistente, il mulino sul Volon tuttora esistente (oggi della famiglia Comacchio). Pur decrepita la villa tuttora esiste. Non sono state rilevate tracce di pitture o affreschi all'interno. Si possono osservare i due grandi camini originali nella facciata nord e l'ingresso arcuato anche se murato, tuttora esistenti come descritti già nella mappa del 1575.

### Villa Da Mosto
La Villa Da Mosto oggi Brunello anch'essa del Cinquecento prima proprietà Colonna poi Loredan e successivamente Dolfin. Si sviluppa su tre piani con una barchessa e una colombara a due piani.

### Chiesa Pievana Arcipretale
Costruita tra il XVIII e il XIX secolo su progetto di Giovanni Miazzi, conserva varie opere di valore.

## Fiere e manifestazioni
- Ogni seconda domenica di marzo, dal 1978, nella piazza e lungo le vie principali si tiene una "Mostra-mercato delle piante ornamentali e dei prodotti del vivaismo", e in contemporanea dal 2000 una mostra dell'artigianato.
- A fine giugno, in concomitanza con la festività di San Giovanni Battista, si tiene la festa del patrono.

## Ła musa de Bèsega ...brasiliana!
Il paese di Bessica possiede un inno paesano piuttosto antico chiamato "Ła musa de Bèsega" (L'asina di Bessica).
Composto di certo in paese in epoca antica, col tempo qui invece completamente dimenticato, fu invece portato nel cuore da chi, col pianto dell'addio, partiva con speranza per lidi lontani in cerca di fortuna (e di sicuro sempre cantato a ricordo e memoria della propria storia e identità e di madri e padri e fratelli che forse mai più avrebbero visto...) in paesi lontani e stranieri: gli emigranti di Bessica.
(In un solo anno, il 1856, da Bessica partì per il solo Brasile il 10% della popolazione...)
Un sacerdote brasiliano, ma oriundo italiano (la sua famiglia era di Cismon del Grappa) mons. Maschio, avendo a cuore le comunità italo-brasiliane che aveva in cura pastorale nell'estremo sud del Brasile, nella città di Porto Alegre e campagne, nello stato Rio Grande do Sul, raccoglie in loco e pubblica un volumetto dal titolo E CANTAVAM, di canti, detti, proverbi, tradizioni dei veneti.
Nel 1974 in occasione della festa della Madonna del Pedancino, a Cismon del Grappa, (una festa che cade ogni 10 anni) Monsignor Maschio torna in Italia per parteciparvi e dona all'allora parroco e a molti amici questo volumetto, di fatto facendo riscoprire il canto a tutti e in particolare a quelli di Bessica! Poi, le vie del destino portano questa canzone (nel volume E CANTAVAM il testo "la musetta de Bessega" è già musicato dal monsignore) nelle mani del maestro Angelo Tieppo di Castelfranco Veneto, direttore del coro Val Canzoi, il quale, intuitane la profonda bellezza e unicità, decide di armonizzarlo, assieme al maestro Marco Crestani, nel modo in cui ora viene cantato dal vari cori (Montegrappa... ecc.)
Nella raccolta di mons. Maschio a lato del testo musicato, campeggia una bella immagine di un bimbo brasilero, in groppa a una bella musetta, con le case di Porto Alegre in Brasile!

### Testo
Mi son de Bèsega,
mi sono besegato,
mi gò na musa,
son fortunato!
quando mi imbrìscoło,
camino soto,
ła fà anca ela,
sincue, tre, oto (5 - 3 - 8).
Carga de séołe (ségołe),
łeame o fiuri,
vago al marcato
e so i łavori.
Se pòi da Bèsega
vago a ła sagra,
tuti i me dize:
"Che musa magra!"
Quando me imbrìscoło,
camino soto,
la fà anca eła,
sincue, tre, oto (5 - 3 - 8).
Quando a Maròstega o a San Denon (San Zenone),
tuti i ła varda,
me tenjo in bon!

Vardè che sòcołi,
vardè, vardè che coa!
Ła gà pì rece,
che sotocóa!"
Quando me imbrìscoło,
camino soto,
la fà anca eła,
sincue, tre, oto (5 - 3 - 8).

## Geografia fisica
I lunghi campi che scendono affiancati al torrente Pighenzo (in veneto "Brentana" da cui poi in italiano Brenton-Pighenzo) ed i vivai di molte aziende specializzate sono la nota dominante del paesaggio.
I vivai sono l'elemento urbanistico ed economico che rende Bessica nota in tutto il Veneto: esistono, infatti, numerosi vivai che fiancheggiano, uno dopo l'altro, le vie del paese.

### Rete stradale
L'elenco delle vie attuali in ordine alfabetico:

IV novembre, Adone Brunello, Asiago, Baroni, Bassanese, Bio, Cantoni di sopra, Cantoni di sotto, Cappuccini, Dante Alighieri, Enego, Gino Pegoraro, Giovanni XXIII, Le Tofane, Marangona, Maria Fontana, Mascagni, Monte Antelao, Monte Bianco, Monte Cervino, Monte Cristallo, Monte Grappa, Monte Marmolada, Monte Pasubio, Monte Rosa, Pergolesi, Puccini, Rossini, Foie moie, San Martino, San Rocco, Strae, Verdi, Antonio Vivaldi', Barchessa,'
'.

## Sport

### Associazioni sportive
- Pista Motocross MX1 di Stefano Favaro
- Bocciofila Baroni: bocce
- Polisportiva Baroni A.S.: calcio (Seconda Categoria)
- ASD Spin Club Tennis Tavolo Bessica
- Volley Bessica A.S.D.: pallavolo

L'A.S.D. Volley Bessica è nata nel 1991 e oggi conta oggi 10 squadre:
serie D maschile, seconda divisione femminile, under 18 femminile, under 15 maschile, under 14 femminile, under 14 maschile, under 13 femminile, under 13 maschile, under 12 femminile e minivolley. Questa società si colloca per copertura di categorie giovanili al terzo posto nella provincia di Treviso, dopo Giorgione e Susegana.

## Galleria d'immagini

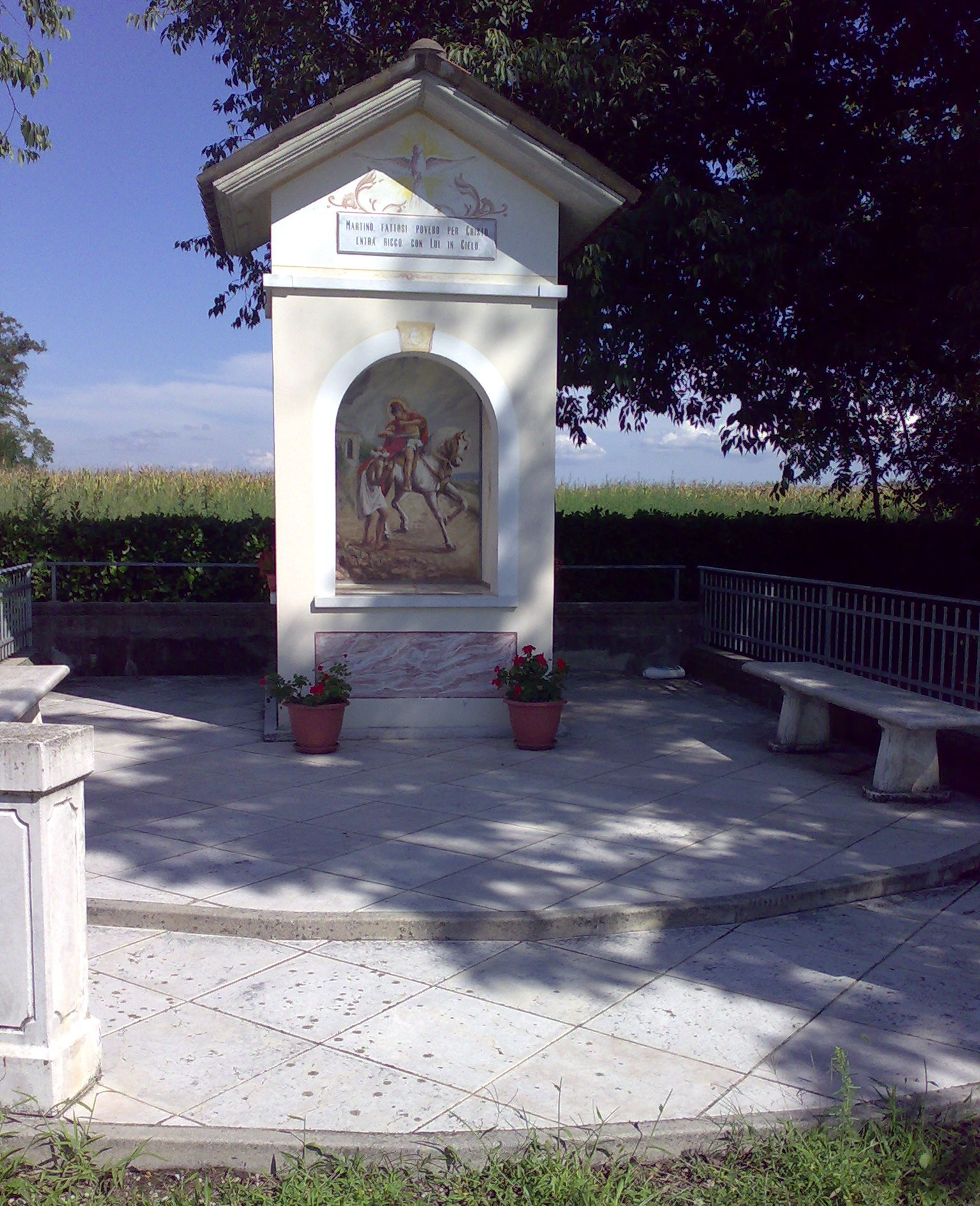
Capitello votivo di San Martino realizzato dal pittore Sante Mion
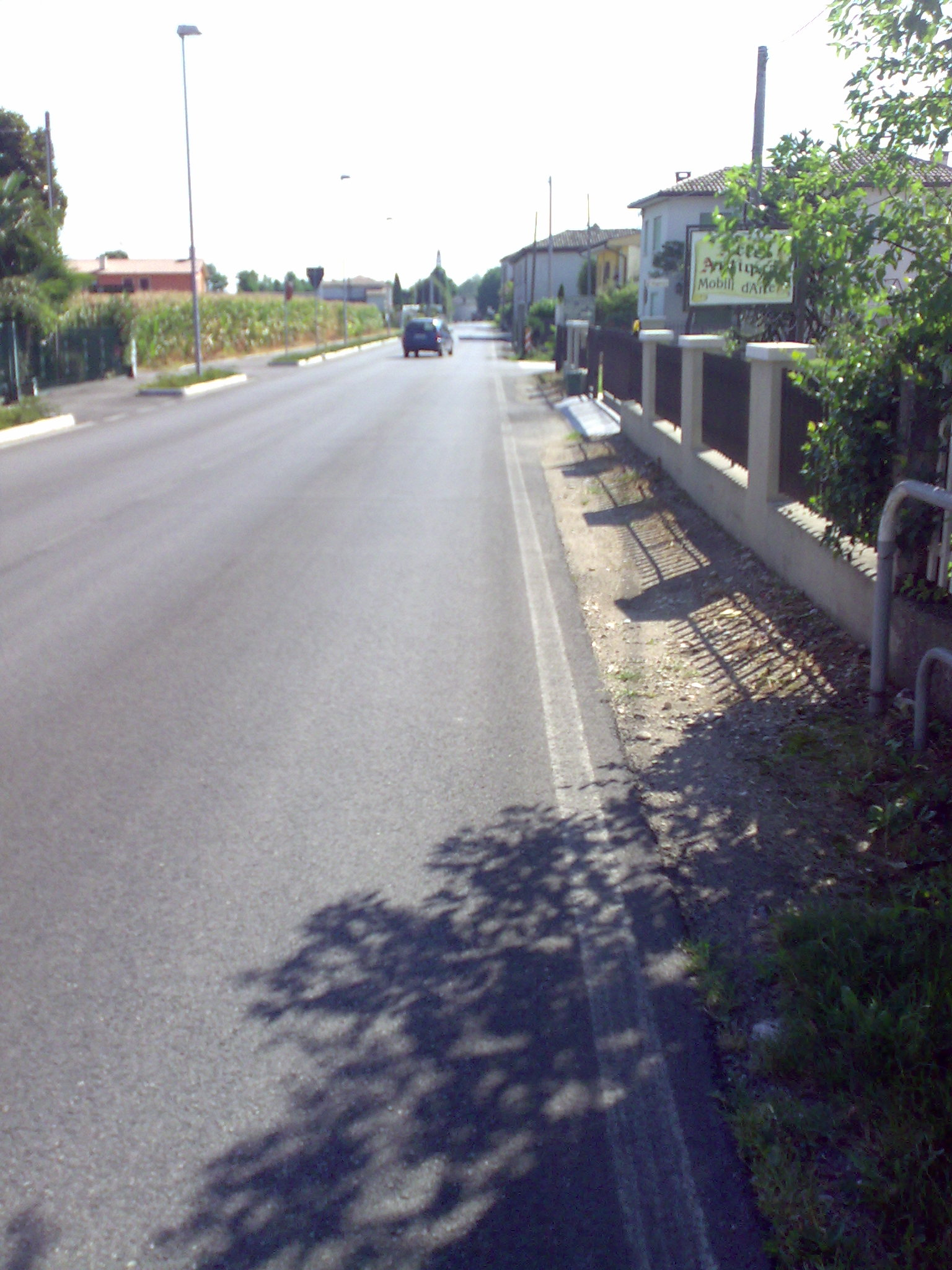
Via Bassanese
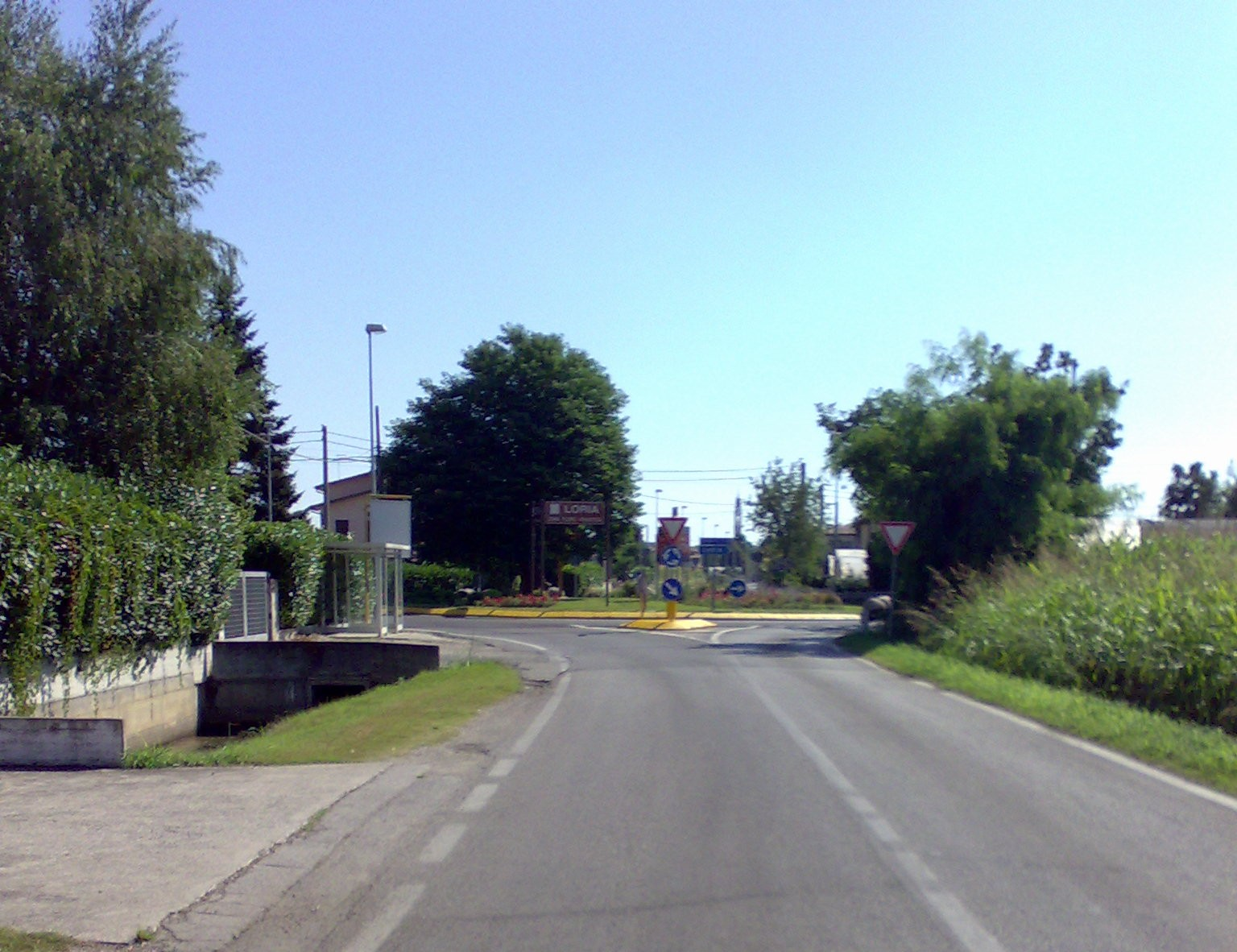
Via Pergolesi
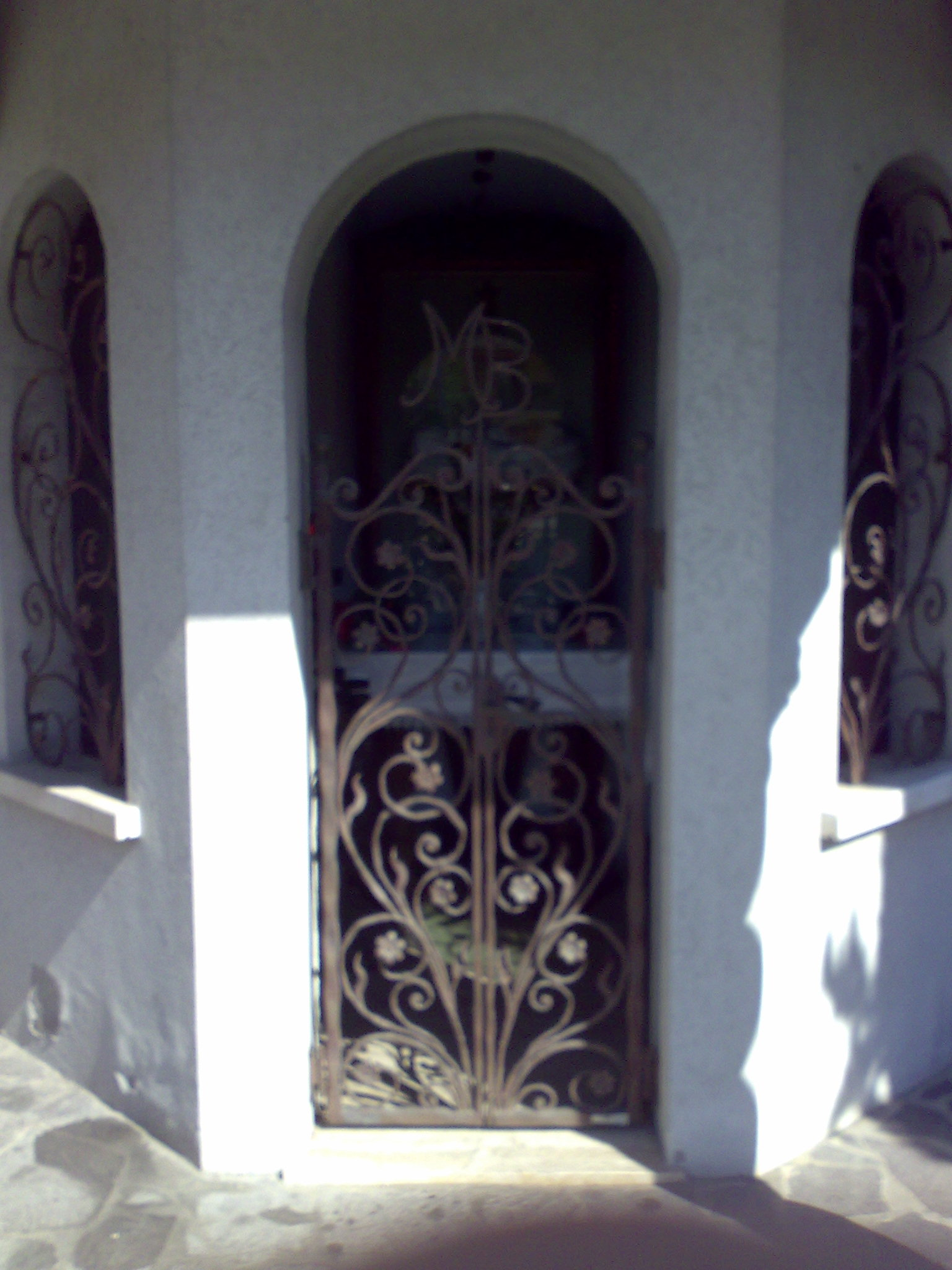
Capitello votivo Maria bambina
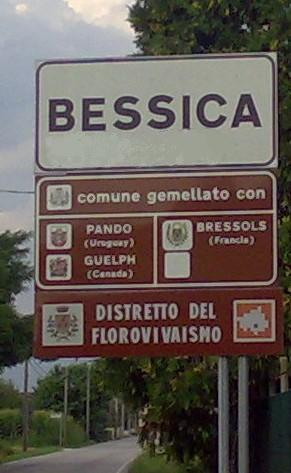